# Arghandab (district)
Arghandab (Perzisch: ارغنداب) is een Afghaans district in de zuidelijke provincie Kandahār. Het ligt in het midden van deze provincie, noordwestelijk van de dichtbijgelegen provinciehoofdstad Kandahār.
De hoofdplaats is de gelijknamige stad. Door het district stroomt de eveneens gelijkluidende rivier Arghandab. Dankzij deze rivier en het klimaat is Arghandab rijk aan boomgaarden.
De bevolking bestond in 2006 uit 54.900 personen, nagenoeg allemaal Pathanen.